# Glacera de la Grande Casse
La glacera de la Grande Casse és una glacera suspesa del massís de la Vanoise (Alps). És situat sobre la cara oest de la Grande Casse (3.855 m). A la seva part terminal, la glacera és vorejat per una voluminosa morrena que forma un embassament natural bloquejant les aigües d'escorrentia i a l'origen del llac Long.
A principis de juny de 2020, un guia d’alta muntanya adverteix l’ajuntament de Champagny de l’ampliació significativa d’una esquerda al nivell de la glacera suspesa de la Grande Casse, a la cara nord.
La prefectura de Savoia va demanar al Servei de Restauració de Terres de Muntanya (RTM) que emetés una opinió sobre els riscos associats a la ruptura d’una gran part de la glacera. Va concloure que, en cas de trencament de la glacera sota aquesta escletxa, una allau de neu i gel podria "assentar-se" en dos altiplans inferiors i no hauria de tenir cap conseqüència sobre el Doron de Champagny.
Tot i això, el volum en qüestió (500.000 m3) Representa un risc important per als usuaris de l’alta muntanya.